# Eztlita
L'eztlita és un mineral de la classe dels òxids. El nom prové del terme sang en llengua nahua, en al·lusió al seu color.

## Característiques
L'eztlita és un òxid de fórmula química Pb2+
2Fe3+
3(Te4+O₃)₃(SO₄)O₂Cl. Cristal·litza en el sistema monoclínic. La seva duresa a l'escala de Mohs és 3.
Segons la classificació de Nickel-Strunz, l'eztlita pertany a «04.JN - Tel·lurits amb anions addicionals, amb H₂O» juntament amb els següents minerals: sonoraïta, poughita, cesbronita, oboyerita i juabita.

## Formació i jaciments
S'ha descrit en zones d'oxidació associada amb altres minerals de tel·luri. És un mineral molt rar descrit en menes oxidades en una matriu d'una riolita bretxosa i intensament silicificada, cimentada per quars de tipus drusa; ha estat descrita associada a pirita i altres tel·lururs (cuzticita, emmonsita, schmitterita i kuranakhita). S'ha descrit només a Sonora (Mèxic) i Califòrnia (EUA).